# Taeniosea gentilis
Taeniosea gentilis är en fjärilsart som beskrevs av Augustus Radcliffe Grote 1874. Taeniosea gentilis ingår i släktet Taeniosea och familjen nattflyn. Inga underarter finns listade i Catalogue of Life.